# Natalie Budge
Natalie Budge (* 31. Dezember 1985 in Portland, Oregon) ist eine ehemalige US-amerikanische Fußballspielerin, die in Deutschland für den 1. FC Saarbrücken aktiv gewesen ist.

## Karriere
Budge kam mit dem Fußballspielen bereits während ihrer High-School-Zeit in Tualatin, Oregon, in Berührung; sie spielte in ihrer Jugendzeit für deren Sport-Team.
Nach Abschluss der High-School, nahm sie ein Studium an der University of Portland auf. Während ihres Studiums spielte sie von 2004 bis 2007 für deren Sport-Team, den Pilots, Fußball in der von der National Collegiate Athletic Association organisierten West Coast Conference; mit ihrer Mannschaft gewann sie in den Jahren 2002 und 2005 die NCAA-Meisterschaft.
Mit Jahresbeginn 2008 wurde die 170 cm große Mittelfeldspielerin vom Bundesligisten 1. FC Saarbrücken für ein halbes Jahr unter Vertrag genommen. In der höchsten Spielklasse im deutschen Frauenfußball kam sie in 13 Punktspielen zum Einsatz. Ihr Debüt gab sie am 24. Februar 2008 (10. Spieltag) bei der 1:4-Niederlage im Auswärtsspiel gegen den FC Bayern München; ihr letztes Punktspiel bestritt sie am 15. Juni 2008 (22. Spieltag) beim 1:1-Unentschieden im Auswärtsspiel gegen den Hamburger SV. Im Wettbewerb um den DFB-Pokal wurde sie auch am 19. April 2008 im Finale eingesetzt. Das Spiel gegen den 1. FFC Frankfurt im Olympiastadion Berlin vor 20.000 Zuschauern – als Vorspiel zum Männerfinale – wurde mit 1:5 deutlich verloren, obwohl sie es war, die ihre Mannschaft bereits in der vierten Minute in Führung geschossen hatte.
Mit Ablauf ihres Vertrages kehrte sie in die Vereinigten Staaten zurück und schloss sich dem Portland Rain Soccer Club an, für den sie ab der Spielzeit 2009 in der Women’s Premier Soccer League fortan Punktspiele bestritt.

## Erfolge
- NCAA-Meister 2002, 2005
- DFB-Pokal-Finalist 2008